# Wilhelm Butz (Unternehmer, 1836)
Wilhelm Butz (* 23. Juni 1836 in Augsburg; † 19. November 1903 ebenda) war ab 1861 Teilhaber und kaufmännischer Leiter der 1855 von Eusebius Schiffmacher gegründeten Fabrik „Eusebius Schiffmacher & Comp.“, die 1863 nach Göggingen verlegt und in die „Zwirnerei- und Nähfadenfabrik Göggingen AG“ (kurz ZNFG) umgewandelt wurde, bevor sie sich 1955 mit der Zwirnerei Ackermann zur Ackermann-Göggingen AG zusammenschloss.

## Leben
Wilhelm Butz wurde als Sohn des Garngroßhändlers Wilhelm Butz sen. (* 11. Juli 1810 in Weißenburg; † 19. Oktober 1880 in Augsburg) und Luise Butz, geb. Hobach (* 11. Oktober 1812 in Oettingen; † 22. Februar 1887 in Augsburg) in Augsburg geboren. Nach dem Tod seiner Mutter errichtete er am 28. Mai 1887 zu Ehren seiner Eltern die Wilhelm-Butz’sche Familienstiftung (25.000 Mark) für bedürftige Familienangehörige und in zweiter Linie für wohltätige Zwecke. Sein berufliches und soziales Wirken wurde von seinem Sohn Wilhelm Friedrich Emil Butz weitergeführt.

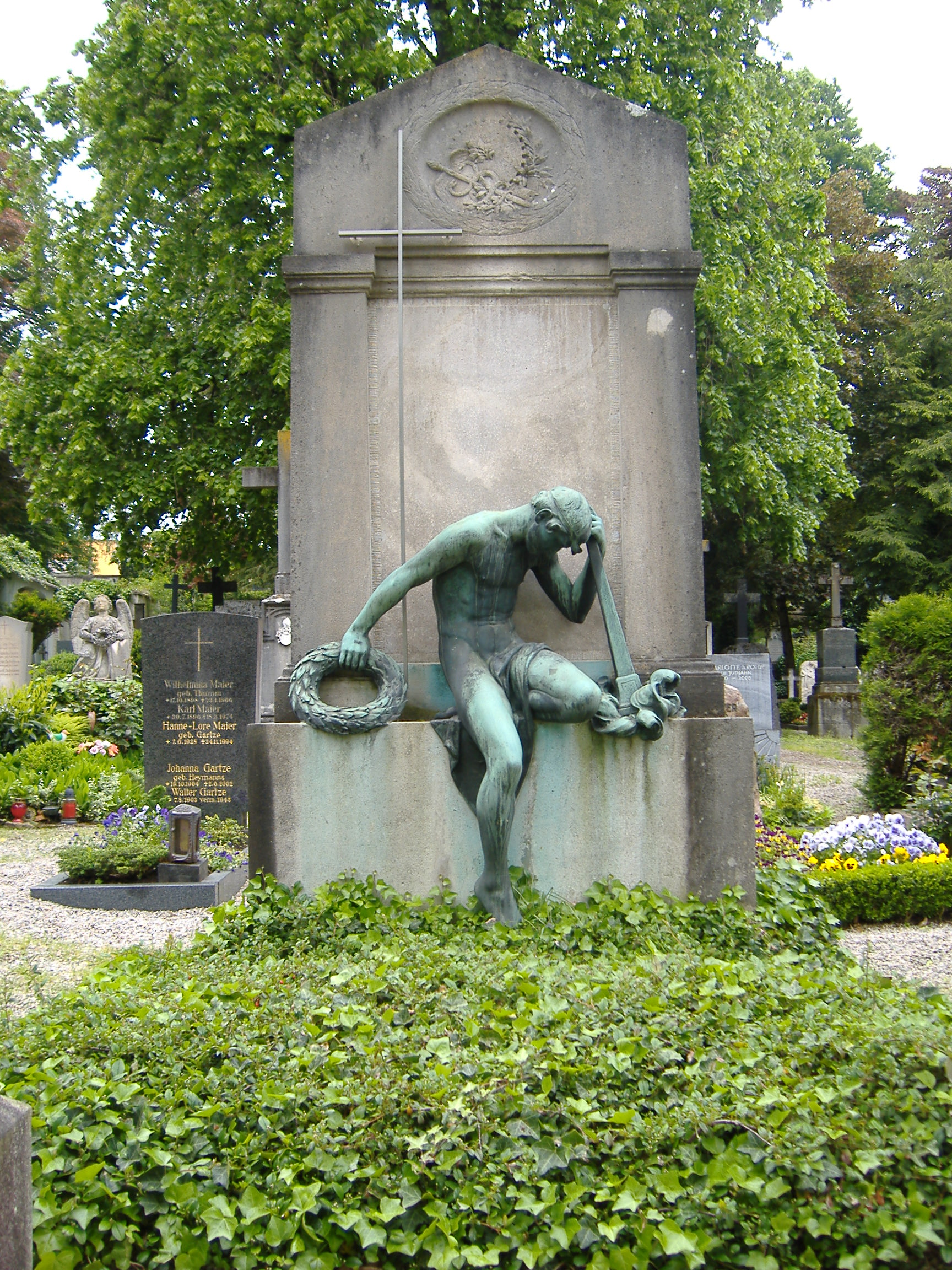
Aufgelassene Grabstätte von Wilhelm Butz

Wilhelm Butz wurde auf dem Protestantischen Friedhof in Augsburg beigesetzt. Das Grab wurde inzwischen aufgelassen.

## Ehrungen
Nach Wilhelm Butz ist die Butzstraße in Göggingen benannt.